# Ukraine au Concours Eurovision de la chanson 2004
L'Ukraine a participé au Concours Eurovision de la chanson 2004 les 12 et 15 mai à Istanbul, en Turquie. C'est la 2e participation et la 1re victoire de l'Ukraine au Concours Eurovision de la chanson.
Le pays est représenté par la chanteuse Ruslana et la chanson Wild Dances, sélectionnées en interne par l'UA:PBC.

## Sélection interne
Le radiodiffuseur ukrainien, la Compagnie nationale publique de diffusion d'Ukraine (UA:PBC), sélectionne en interne l'artiste et la chanson représentant l'Ukraine au Concours Eurovision de la chanson 2004.
Lors de cette sélection, c'est la chanson Wild Dances, écrite, composée et interprétée par Ruslana, qui fut choisie.

## À l'Eurovision

Points attribués à l'Ukraine au Concours Eurovision de la chanson 2004.

### Points attribués par l'Ukraine

#### Demi-finale
| 12 points | Serbie-et-Monténégro |
| 10 points | Grèce                |
| 8 points  | Croatie              |
| 7 points  | Chypre               |
| 6 points  | Macédoine            |
| 5 points  | Biélorussie          |
| 4 points  | Pays-Bas             |
| 3 points  | Estonie              |
| 2 points  | Malte                |
| 1 point   | Albanie              |

#### Finale
| 12 points | Serbie-et-Monténégro |
| 10 points | Russie               |
| 8 points  | Grèce                |
| 7 points  | Croatie              |
| 6 points  | Turquie              |
| 5 points  | Pologne              |
| 4 points  | Chypre               |
| 3 points  | Macédoine            |
| 2 points  | Suède                |
| 1 point   | Malte                |

### Points attribués à l'Ukraine

#### Demi-finale
| 12 points                                     | 10 points                                                           | 8 points                                                                                         | 7 points                                                                   | 6 points                       |
| --------------------------------------------- | ------------------------------------------------------------------- | ------------------------------------------------------------------------------------------------ | -------------------------------------------------------------------------- | ------------------------------ |
| - Biélorussie - Estonie - Lituanie - Portugal | - Andorre - Espagne - Irlande - Islande - Israël - Lettonie - Malte | - Belgique - Croatie - Chypre - Finlande - Macédoine - Serbie-et-Monténégro - Slovénie - Turquie | - Bosnie-Herzégovine - Grèce - Norvège - Pays-Bas - Roumanie - Royaume-Uni | - Allemagne - Danemark - Suède |
| 5 points                                      | 4 points                                                            | 3 points                                                                                         | 2 points                                                                   | 1 point                        |
| - Monaco                                      | - Autriche                                                          | - Albanie                                                                                        | - Suisse                                                                   |                                |

#### Finale
| 12 points                                                                       | 10 points                                                         | 8 points                                                               | 7 points                                   | 6 points                                             |
| ------------------------------------------------------------------------------- | ----------------------------------------------------------------- | ---------------------------------------------------------------------- | ------------------------------------------ | ---------------------------------------------------- |
| - Estonie - Islande - Israël - Lettonie - Lituanie - Pologne - Russie - Turquie | - Andorre - Biélorussie - Portugal - Serbie-et-Monténégro - Suède | - Croatie - Chypre - Espagne - Finlande - Macédoine - Malte - Slovénie | - Allemagne - Irlande - Norvège - Pays-Bas | - Allemagne - Bosnie-Herzégovine - Monaco - Roumanie |
| 5 points                                                                        | 4 points                                                          | 3 points                                                               | 2 points                                   | 1 point                                              |
| - Albanie - Belgique - Danemark - Royaume-Uni                                   | - Autriche                                                        |                                                                        | - France                                   |                                                      |

Pour l'Eurovision 2004, une demi-finale a été introduite afin de prendre en charge l'afflux de pays qui souhaitaient participer au concours. L'Ukraine ne s'est pas qualifiée automatiquement pour la finale, n'ayant pas terminé parmi les dix premiers pays du classement du concours de l'année précédente.
Lors de la demi-finale, Ruslana interprète Wild Dances en 11e position, suivant la Grèce et précédant la Lituanie.  À la fin du vote de la demi-finale, l'Ukraine termine 2e sur 22 pays ayant reçu 256 points, permettant de se qualifier pour la finale.
Lors de la finale, Ruslana interprète Wild Dances en 10e position, suivant l'Albanie et précédant la Croatie. 
Au terme du vote, l'Ukraine termine 1re sur 24 pays, ayant obtenu 280 points au total de la part de 34 sur les 36 pays participants,.